# Atractus altagratiae
Espèce
Atractus altagratiae  est une espèce de serpents de la famille des Dipsadidae.

## Répartition
Cette espèce est endémique du Pará au Brésil. Elle a été découverte à 44 m d'altitude à Itaituba.

## Description
L'holotype de Atractus altagratiae, un adulte mâle, mesure 240 mm dont 35 mm pour la queue.

## Étymologie
Cette espèce est nommée en l'honneur d'Altagratia Chiesse.

## Publication originale
- Passos & Fernandes, 2008 : A new species of the colubrid snake genus Atractus (Reptilia: Serpentes) from the central Amazon of Brazil. Zootaxa, n. 1849, p. 59–66 (texte intégral).